# گلیز ۴۳۳
گلیز ۴۳۳ یک ستاره است که در صورت فلکی مار باریک قرار دارد.